# Gerhard Hoberstorfer
Per Gerhard Hoberstorfer, född 18 november 1963 i Nimba County, Liberia, är en svensk skådespelare, sångare och dansare.
Hoberstorfer bodde under uppväxtåren i Boliden och Järfälla. Han har studerat vid Danshögskolan  i Stockholm. Åren 1983–1987 utbildade han sig vid Teaterhögskolan i Malmö, där han gick i samma klass som bland andra Rikard Wolff och Björn Kjellman. Han är sångare i gruppen Bad Liver. Gerhard Hoberstorfer fick sitt genombrott 1989 i TV-serien Flickan vid stenbänken i regi av Marianne Ahrne. Han är engagerad vid Stockholms stadsteater sedan 1993 och har där bland annat medverkat i Ett drömspel, Hair, Tre systrar, Hamlet, Idioten, Fröken Julie,  En midsommarnattsdröm och Hedda Gabler.
Han är bror till TV-producenten Kristian Hoberstorfer och har varit sambo med Marietta von Hausswolff von Baumgarten, med vilken han har två söner. I ett senare förhållande har han även en dotter. Han har sedan 2014 en son med sin nuvarande partner Nina Grundström.

## Filmografi
- 1986 – På liv och död
- 1989 – Flickan vid stenbänken (TV-serie)
- 1989 – Gengångare
- 1989 – Täcknamn Coq Rouge
- 1989 – Ömheten
- 1990 – Gränslots
- 1991 – Fasadklättraren (TV-serie)
- 1992 – Blueprint (TV-serie)
- 1993 – En lördag...
- 1994 – Lust
- 1995 – Esters testamente (TV-serie)
- 1995 – Som löven i Vallombrosa (TV-film)
- 1996 – Nudlar och 08:or (TV-serie)
- 1997 – Beck – Lockpojken
- 1997–2002 – Rederiet (TV-serie)
- 1998 – Skärgårdsdoktorn (TV-serie) (gästroll)
- 1999 – Nya tider (TV-serie)
- 2001 – Fru Marianne (TV-serie)
- 2002 – Olivia Twist (TV-serie)
- 2005 – Van Veeteren - Svalan, katten, rosen, döden  (TV-film)
- 2006 – Sök
- 2006 – Tjocktjuven
- 2011 – Gengångare
- 2012 – Flimmer
- 2012 – En plats i solen
- 2012 – Odjuret (TV-film)
- 2012 – Torka aldrig tårar utan handskar (TV-serie)
- 2013 – Snabba Cash – Livet deluxe
- 2015 – Minioner (röst)
- 2015–2017 – Jordskott (TV-serie)
- 2015–2017 – Modus (TV-serie)
- 2017 – Farang (TV-serie)
- 2022 – Beck – Dödsfällan
- 2025 – Stenbeck (TV-serie)

## Teater

### Roller (ej komplett)
| År   | Roll                                  | Produktion                                                                          | Regi                 | Teater                                          |
| ---- | ------------------------------------- | ----------------------------------------------------------------------------------- | -------------------- | ----------------------------------------------- |
| 1994 | Diktaren                              | Ett drömspel August Strindberg                                                      | Robert Lepage        | Dramaten                                        |
| 1997 | Robert Mannen på hjorten Georg Schmid | The Black Rider Robert Wilson, Tom Waits och William Burroughs                      | Rickard Günther      | Dramaten                                        |
| 2002 | Oliver                                | Som ni vill ha det (As you Like it) William Shakespeare                             | Johanna Garpe        | Stockholms stadsteater                          |
| 2003 | Teddy Slaughter                       | Allt eller inget (The Full Monty) Terrence McNally och David Yazbek                 | Marianne Mörck       | Stockholms stadsteater                          |
| 2003 | Jerry                                 | Betrayal Harold Pinter                                                              | Mick Gordon          | Strindbergs Intima Teater                       |
| 2003 | Parfen Rogozjin                       | Idioten (Идиот, Idiot) David Fishelson                                              | Alexander Mørk-Eidem | Stockholms stadsteater                          |
| 2005 | Adam Brant                            | Elektratrilogin (Mourning Becomes Electra) Eugene O'Neill                           | Alexander Öberg      | Stockholms stadsteater                          |
| 2006 | Teseus Oberon                         | En midsommarnattsdröm (A Midsummer Night's Dream) William Shakespeare               | Alexander Mørk-Eidem | Stockholms stadsteater                          |
| 2006 | Arnholm                               | Frun från havet (Fruen fra havet) Henrik Ibsen                                      | Sara Cronberg        | Stockholms stadsteater                          |
| 2007 | Jan                                   | Rock'n'roll Tom Stoppard                                                            | Margareta Garpe      | Stockholms stadsteater                          |
| 2009 | Kardinalen                            | De tre musketörerna Alexander Mørk-Eidem                                            | Alexander Mørk-Eidem | Stockholms stadsteater                          |
| 2011 | Sonen                                 | Leka med elden August Strindberg                                                    | Sofia Jupither       | Stockholms stadsteater                          |
| 2012 |                                       | Brända tomten August Strindberg                                                     | Lars Göran Persson   | Stockholms stadsteater på Liljevalchs konsthall |
| 2015 | Medverkande                           | Min kamp Karl Ove Knausgård                                                         | Ole Anders Tandberg  | Stockholms stadsteater                          |
| 2016 | Konungen                              | Mio min Mio Astrid Lindgren                                                         | Sofia Jupither       | Kulturhuset Stadsteatern                        |
| 2017 | Nordström                             | Hemsöborna August Strindberg                                                        | Stefan Metz          | Kulturhuset Stadsteatern                        |
| 2017 | Johan                                 | Våra drömmars stad Per Anders Fogelström                                            | Linus Tunström       | Kulturhuset Stadsteatern                        |
| 2018 | Prästen                               | Besök av en gammal dam (Der Besuch der alten Dame) Friedrich Dürrenmatt             | Katrine Wiedemann    | Kulturhuset Stadsteatern                        |
| 2018 | François                              | Underkastelse (Soumission) Michel Houellebecq                                       | Linus Tunström       | Kulturhuset Stadsteatern                        |
| 2019 | Claudius                              | Hamlet William Shakespeare                                                          | Sofia Jupither       | Dramaten                                        |
| 2019 | Lord Wessex                           | Shakespeare in Love Marc Norman och Tom Stoppard                                    | Ronny Danielsson     | Kulturhuset Stadsteatern/ Dansens hus           |
| 2019 | Viceguvernör Danforth                 | Häxjakten (The Crucible) Arthur Miller                                              | Alexander Mørk-Eidem | Dramaten/ Kulturhuset Stadsteatern              |
| 2020 | Toke                                  | Röde Orm Frans G. Bengtsson                                                         | Alexander Mørk-Eidem | Dramaten                                        |
| 2020 |                                       | Berusade (Пьяные, Pyanye) Ivan Vyrypaev                                             | Tobias Theorell      | Dramaten                                        |
| 2021 | De Guiche                             | Cyrano de Bergerac Martin Crimp                                                     | Alexander Mørk-Eidem | Kulturhuset Stadsteatern                        |
| 2022 | Max                                   | Sound of Music Richard Rodgers, Oscar Hammerstein, Howard Lindsay och Russel Crouse | Ronny Danielsson     | Kulturhuset Stadsteatern                        |
| 2022 | Alexander Serenius                    | Morbror Janne – Scener från livet på landet (Дядя Ваня, Djadja Vanja) Anton Tjechov | Alexander Mørk-Eidem | Kulturhuset Stadsteatern                        |
| 2022 | Gerhard                               | Alltid vara vi Alexander Mørk-Eidem och Lisa Östberg                                | Alexander Mørk-Eidem | Kulturhuset Stadsteatern                        |
| 2023 |                                       | Röde Orm Frans G. Bengtsson                                                         | Alexander Mørk-Eidem | Kulturhuset Stadsteatern                        |
| 2024 | General Blodrot                       | Den långa flykten (Watership Down) Richard Adams                                    | Alexander Mørk-Eidem | Kulturhuset Stadsteatern                        |
| 2025 | Dr Toby Sealey                        | Effekten (The Effect) Lucy Prebble                                                  | Melody Parker        | Kulturhuset Stadsteatern                        |

### Regi (ej komplett)
| År   | Produktion      | Regi                | Teater                 |
| ---- | --------------- | ------------------- | ---------------------- |
| 2010 | Pride The Pride | Alexi Kaye Campbell | Stockholms stadsteater |

## Översättning av bok
- David Mamet: Sant och falskt: kätteri och sunt förnuft för skådespelaren, översättning: Gerhard Hoberstorfer, Hedemora Gidlund, 2010. (True and false: heresy and common sense for the actor, 1998.)